# Paul Haguenauer
Pour les articles homonymes, voir Haguenauer.
Paul Haguenauer, né le 11 janvier 1871 à Bergheim (Haut-Rhin) et mort le 16 avril 1944 à Auschwitz, est un rabbin français, grand-rabbin de Nancy, déporté et assassiné lors de la Shoah.

## Biographie
Paul Haguenauer est le fils aîné du second mariage de Benjamin Haguenauer, originaire de Bergheim (Haut-Rhin) et exerçant les professions de courtier, brocanteur, boucher, cultivateur, avec Rosalie Neumann, native d'Odratzheim (Bas-Rhin). Il a neuf demi-frères ou sœurs et trois frères ou sœurs. Il est le cousin du rabbin Abraham Meyer.
Il se rend à Paris en 1889, l'année de la mort de son père, pour entreprendre des études rabbiniques au Séminaire israélite de France (SIF). Il est diplômé rabbin en 1895.
Il officie comme rabbin de Remiremont, dans le département des Vosges, de 1897 à 1901. En 1898, le journal L'Action française le dénonce comme « mauvais patriote » durant l'affaire Dreyfus.
En 1899, il épouse Noémie Lévy, née le 19 février 1876 à Sainte-Marie-aux-Mines (Haut-Rhin). Ils ont deux fils : Camille, 1900-1996 et Robert, né en 1908.
En 1901, pour calmer les esprits, Il est nommé grand-rabbin de Constantine en Algérie, puis devient grand-rabbin de Besançon en 1907. Enfin, il exerce les fonctions de grand-rabbin de Nancy à partir de 1919.
En proposant son élévation au rang d'officier de la Légion d'honneur en 1929, le préfet de Meurthe-et-Moselle lui tressa de belles louanges administratives : « M. le Grand Rabbin Haguenaueur est une personnalité nancéienne très estimée dans tous les milieux et dont le talent d'orateur, le loyalisme républicain et le dévouement patriotique me sont connus depuis longtemps ».

## Première Guerre mondiale
Paul Haguenauer doit quitter sa communauté de Besançon, le 2 août 1914, pour occuper sa fonction d'aumônier militaire. Il est aumônier militaire israélite du 7e corps d'armée, du 35e corps d'armée et enfin du 20e corps d'armée de 1914 à 1919.

## Entre les deux guerres
En septembre 1919, il devient grand-rabbin de Nancy, position qu'il conserve pendant 24 ans, jusqu'à sa déportation.
Il publie de nombreuses notices dans l'Annuaire des archives israélites et participe activement à La Revue juive de Lorraine, bien qu'il en soit parfois présenté à tort comme le fondateur.

## Seconde Guerre mondiale
Paul Haguenauer et son épouse Noémie Lévy sont arrêtés par la Gestapo le 3 mars 1944. Ils sont détenus à Écrouves (Meurthe-et-Moselle), puis au camp de Drancy (Seine-Saint-Denis). Il a refusé sa libération d'Ecrouves.
Ils sont déportés de Drancy à destination d'Auschwitz par le convoi no 71 du 13 avril 1944, qui inclut également Simone Veil.
Ils sont assassinés à leur arrivée à Auschwitz le 16 avril 1944. Il avait 73 ans et elle avait 68 ans.

## Honneurs
- Médaille d’honneur pour acte de courage et de dévouement.
- Croix du Nichan Iftikar accordé par le Bey de Tunis.
- Officier de l'Instruction publique.
- Chevalier de la Légion d'honneur à titre militaire en 1920, puis officier du même ordre en 1930[3].
- Croix de Guerre (1914-1918).
- En 1948 la rue du Grand-Rabbin-Haguenauer est inaugurée à Nancy[4].